# Cóc tía gai lớn
Cóc tía gai lớn (danh pháp khoa học: Bombina fortinuptialis, tên tiếng Anh: Large-spined Bell Toad) là một loài cóc thuộc họ Bombinatoridae. Đây là loài đặc hữu của Quảng Tây ở Trung Quốc. Tuy nhiên, một số tác giả coi nó chỉ là một dạng của loài Bombina maxima.
Môi trường sống tự nhiên của chúng là vùng núi ẩm nhiệt đới hoặc cận nhiệt đới, sông ngòi, đầm nước ngọt, và đầm nước ngọt có nước theo mùa. Chúng hiện đang bị đe dọa vì mất môi trường sống.